# Auguste de Villiers de L'Isle-Adam
Auguste de Villiers de L'Isle-Adam, nome completo Jean-Marie-Mathias-Philippe-Auguste, conte de Villiers de L'Isle-Adam (Saint-Brieuc, 7 novembre 1838 – Parigi, 18 agosto 1889), è stato uno scrittore e commediografo francese.
Mathias per la famiglia, Villiers per gli amici, firmò le sue opere con il nome Auguste. Era discendente diretto del maresciallo Jean de Villiers, Gran Maestro dell'ordine di Rodi (diventato in seguito ordine di Malta) dal 1288 al 1294 e viceré di Cipro durante il regno dei Lusignano, e con questo titolo pretendente al trono di Grecia. Ciò non esulò questo scrittore dal condurre una vita misera e scapigliata.

## Biografia
A partire dal XVI secolo, che aveva visto Philippe de Villiers de L'Isle-Adam, Gran Maestro dell'ordine di San Giovanni di Gerusalemme, distinguersi durante l'assedio di Rodi nel 1522 contro gli eserciti del sultano Solimano il Magnifico, i Villiers de L'Isle-Adam erano decaduti. I discendenti, stabilitisi in Bretagna, avevano sposato donne appartenenti alla piccola nobiltà, mentre il nonno dello scrittore, dopo un lungo e penoso esilio in Inghilterra all'epoca della Rivoluzione e del Primo Impero, aveva dovuto chiedere un sussidio allo Stato. Il marchese Jean-Toussaint, padre dello scrittore, sposò Marie-Françoise Le Nepvou de Carfort nel 1837. A parte Auguste, non ebbero altri figli. Il padre di Auguste, vittima dei suoi capricci, si diede a delle rovinose speculazioni finanziarie, tanto che nel 1843 sua moglie fu costretta a chiedere una separazione dei beni (accordata nel 1846) per tutelare la sua eredità.

### Primi anni ed esordi letterari
Dopo aver studiato in diverse scuole della Bretagna ed essersi mostrato molto portato per il pianoforte e aver scoperto la poesia, nel 1855 Auguste de Villiers de L'Isle-Adam si trasferì, con la sua famiglia, a Parigi. Nella capitale, frequentò alcuni caffè e salotti culturali (grazie al suo nome), dove riscosse un certo successo. Conobbe Catulle Mendès e Jean Marras e incontrò, alla Brasserie des Martyrs, François Coppée, Charles Baudelaire e Leconte de Lisle. Cominciò a collaborare con dei piccoli giornali e nel 1858 pubblicò il suo primo libro, Deux essais de poésie. Nel dicembre del 1859 iniziò la carriera giornalistica con la pubblicazione di due articoli di critica musicale su La Causerie di Victor Cochinat.
Lo stesso mese fece pubblicare, a proprie spese, le Premières poésies presso l'editore N. Scheuring a Lione, opera che passò totalmente inosservata. Nell'agosto del 1862 fece pubblicare presso l'editore Dentu a Parigi in cento copie, sempre a proprie spese, il primo volume di Isis, un romanzo il cui seguito non apparirà mai. Nel 1863 iniziò una relazione con Louise Dyonnet, una demi-mondaine, madre di due figli, e incontrò, durante uno dei suoi consueti soggiorni estivi a Solesmes, Louis Veuillot. Nel 1864, mentre troncava la sua relazione con Louise Dyonnet, fece la conoscenza di Flaubert e divenne amico di Mallarmé; suo padre, già finito in prigione per debiti nel 1856, fallì di nuovo.
Nel marzo del 1866 pubblicò presso l'editore Guyon Francisque a Saint-Brieuc Morgane, un dramma in cinque atti destinato al teatro della Gaîté, come una seconda edizione di Elën, dramma del 1865. A maggio, tre poemi del primo fascicolo del Parnasse contemporain furono di Villiers. In quel periodo si fidanzò con Estelle, la seconda figlia di Théophile Gautier, la cui sorella maggiore, Judith, si era appena sposata con Catulle Mendès. Il fidanzamento venne rotto nel gennaio del 1867, causa l'opposizione dei parenti di Villiers.
Nell'ottobre del 1867 Villiers de L'Isle-Adam divenne redattore capo della Revue des Lettres et des Arts, settimanale appena fondato dai fratelli Thomas et Armand Gouzien. La rivista fu pubblicata fino al marzo del 1868; Villiers vi pubblicò una lunga novella, Claire Lenoir, e un racconto, L'Intersigne. Fra i collaboratori della rivista si contano Mallarmé, Verlaine, Banville, Mendès e i fratelli Jules ed Edmond de Goncourt. Nel settembre del 1869 nacque a Parigi Jules Émile Leroy (1869-1911), figlio dell'attrice Mathilde Leroy e di padre ignoto, forse il figlio naturale di Villiers.

### Gli anni settanta
Nel gennaio del 1870, dopo un insuccesso al teatro Gymnase, Alexandre Dumas figlio riuscì a far accettare La Révolte di Villiers al teatro Vaudeville, dove venne rappresentata soltanto cinque volte e poi pubblicata presso l'editore Lemerre a luglio. Sempre nel gennaio del 1870 Villiers ricoprì un ruolo di primo piano durante le manifestazioni insurrezionali che seguirono la morte del giornalista Victor Noir, ucciso dal principe Pierre Bonaparte.
Nel giugno del 1869 effettuò, in compagnia di Mendès e di Judith Gautier, un viaggio in Svizzera e in Germania, nel corso del quale dovevano rendere conto ai giornali parigini dell'Esposizione universale delle Belle Arti a Monaco di Baviera, ma, in realtà, quel viaggio fu fatto per vedere le opere di Richard Wagner e incontrare il compositore (soggiornarono presso di lui, a Triebschen, vicino Lucerna, sia all'andata che al ritorno). Nel giugno del 1870 Villiers, Judith e Mendès si recarono a Weimar, per un festival della musica di Wagner. In seguito andarono a Monaco per vedere La Valchiria e a luglio soggiornarono nuovamente a Triebschen. Dovettero tuttavia rientrare in Francia, per lo scoppio della guerra franco-prussiana.
Di ritorno a Parigi dopo un soggiorno di un mese presso Mallarmé, ad Avignone, Villiers prese il comando degli esploratori del 147º battaglione della Guardia nazionale. Durante l'assedio della capitale da parte dei tedeschi visse con la sua famiglia nella più completa miseria. All'instaurazione della Comune di Parigi (1871) si mostrò entusiasta, ma dovette ben presto rinnegare le sue simpatie comunarde. Durante l'estate del 1871 infatti tentò senza successo di farsi nominare addetto d'ambasciata a Londra. Questo insuccesso complicò la situazione finanziaria dei Villiers, anche perché il 13 agosto 1871 Mlle de Kérinou, madrina della madre di Villiers e sostegno economico della famiglia, morì; poiché aveva messo tutti i suoi beni a vitalizio, la situazione dei Villiers diventa particolarmente precaria.
Per potervi rimediare, Villiers cercò nel 1873 di sposare Anna Eyre Powell, una ricca ereditiera inglese, che alla fine rifiutò. Nel gennaio del 1874 propose Morgane al teatro della Porte Saint-Martin, poi decise di riscrivere il dramma con un nuovo titolo, Le Prétendant. Nel luglio del 1875 protestò, su Le Figaro, contro il melodramma Perrinet Leclerc (1832), rappresentato al teatro Châtelet, dove il suo antenato, il maresciallo Jean de Villiers de L'Isle-Adam, appare sotto una luce poco favorevole. Ad agosto fece causa a Édouard Lockroy, il solo dei due autori ad essere ancora in vita. Il 1º agosto 1877 la sua istanza venne respinta e rinunciò a fare appello.
Apprese intanto che un certo Georges de Villiers de L'Isle-Adam lo accusava di usurpare il suo nome; stava per sfidarlo a duello, quando scoprì che in effetti Luigi XVIII, credendo a torto che il ramo dei Villiers de L'Isle-Adam fosse estinto, aveva autorizzato un Villiers des Champs a «rilevare» il nome nel 1815.
Nella primavera del 1879 venne pubblicata, per alcune settimane, La Croix et l'Épée, un settimanale legittimista dove Villiers ricopriva un ruolo importante. Il suo dramma Le Nouveau Monde fu pubblicato dall'editore Richard a Parigi all'inizio del 1880 e il suo romanzo L'Ève nouvelle, al quale lavorava dal 1877, fu pubblicato a puntate sul giornale Le Gaulois nel settembre di quell'anno. Non piacendo agli abbonati, il giornale tuttavia interruppe ben presto la pubblicazione dell'opera. Villiers cercò poi di far pubblicare L'Ève nouvelle sul giornale repubblicano L'Étoile française, ma anche qui la pubblicazione dell'opera venne sospesa (febbraio 1881).

### Ultimi anni
Il 9 gennaio 1881 Villiers si presentò, in qualità di candidato legittimista nel XVII distretto, alle elezioni valide per il consiglio municipale, ma rimase battuto. All'indomani nacque a Parigi Victor-Philippe-Auguste, figlio naturale di Villiers e di Marie Brégeras, nata Dantine, vedova illetterata di un cocchiere belga. Ormai Villiers viveva con lei, rinunciando ai suoi progetti di matrimonio. Il 12 aprile 1882 la madre di Villiers morì.
Il 9 febbraio 1883 fu pubblicata la raccolta Contes cruels, presso l'editore Calmann-Lévy. Dieci giorni dopo, al teatro delle Nazioni, venne messo in scena Le Nouveau Monde, grazie al finanziamento del conte di Osmoy, uomo politico e scrittore, e del libraio Lalouette. L'opera tuttavia non ebbe alcun successo e venne cancellata dopo soltanto diciassette repliche. Nel frattempo, Villiers collaborava con le Figaro, poi con Gil Blas (1884). In questo periodo, fece amicizia con Léon Bloy e Joris-Karl Huysmans, l'autore di À Rebours, dove Villiers figurava come uno degli autori preferiti dall'eroe dell'opera, Des Esseintes. Nel 1884 Paul Verlaine lo inserì nella seconda edizione dei suoi Poeti maledetti.
Dal 18 luglio 1885 al 27 marzo 1886 La Vie Moderne pubblicò a puntate la versione completa di Ève future, mentre La Jeune France pubblicò in due parti, nel novembre del 1885 e nel giugno del 1886, la prima stesura completa di Axël. Il 1º dicembre 1885 il padre di Villiers morì a sua volta, in miseria. Dal 1886 al 1888 vennero pubblicati rispettivamente: L'Ève future, stampato a Parigi da Maurice de Brunhoff, la raccolta Tribulat bonhommet, che comprende una versione rimaneggiata di Claire Lenoir, Histoires insolites e Nouveaux contes cruels.
Colpito da un cancro all'intestino nel corso dell'inverno 1888-1889, Villiers non poteva più lavorare, tanto che Mallarmé dovette fare una colletta fra i suoi amici per provvedere ai suoi bisogni e a quelli della sua famiglia. Il 12 luglio 1889 venne trasferito alla clinica Frères Saint-Jean-de-Dieu, in via Oudinot a Parigi. Sentendosi prossimo alla morte, redasse il 12 agosto un testamento dove riconosceva suo figlio Victor e il 14 sposava in extremis Marie Dantine, al fine di legittimare suo figlio. Morto il 18 agosto, venne sepolto al cimitero di Batignolles il 21. I suoi resti furono successivamente trasferiti al cimitero Père Lachaise con quelli di suo figlio, morto nel 1901. Nel 1890 furono pubblicati la versione definitiva di Axël e la raccolta di cronache e novelle Chez les passants.

## Uno scrittore simbolista
Questo autore essenziale del simbolismo francese fu un grande ammiratore di Edgar Allan Poe e di Baudelaire, appassionato di Wagner e un grande amico di Mallarmé: questo aristocratico che difese la monarchia è infatti assolutamente moderno in quanto ad estetica. Familiare con l'irreale, parte da postulati strani, fuori da ogni realtà. Idealista impenitente, solo il sogno lo incanta e lo esalta, non senza accompagnarsi ad una tetra ironia che resta il suo marchio. Come forse nessun altro scrittore, ha saputo unire "i due modi segretamente corrispondenti del sogno e del ridere" (Mallarmé).
Oggi la sua opera più celebre sono i Contes cruels (1883), ai quali occorre aggiungere Eva futura (L'Ève future, 1886), romanzo filosofico nel quale mette in scena il geniale Edison, inventore di una donna artificiale capace di riscattare l'Eva decaduta. È d'altronde in questa opera, fondamentale per il racconto di fantascienza, che Villiers utilizza la parola "androide" (dal greco Andr- umano e -oide specie / a immagine di) per indicare una creatura artificiale concepita come la replica di un essere umano.
Da non dimenticare, inoltre, Tribulat Bonhomet, dal nome del sinistro dottore positivista e "uccisore di cigni".
Secondo una formula consacrata, Axël infine, opera testamento e grande opera del suo autore, fu "la bibbia del teatro simbolista" (Dorothy Knowles).
Anatole France ha detto di lui:

## Opere

### Racconti e romanzi
- Isis (racconto), 1862
- Racconti crudeli (Contes cruels) (raccolta di novelle), 1883
- Eva futura (L'Ève future) (romanzo), 1886
- L'Amour suprême (raccolta di novelle), 1886
- Tribulat Bonhomet (raccolta di novelle), 1887
- Nouveaux Contes cruels (raccolta di novelle), 1888
- Histoires insolites (raccolta di novelle), 1888
- Chez les passants (raccolta postuma di fantasie, pamphlets e ricordi), 1890
- Propos d'Au-delà (raccolta postuma di testi), 1893
- Reliques (raccolta postuma di testi), 1954
- Nouvelles reliques (raccolta postuma di testi), 1968

### Teatro
- Elën, 1865
- Morgane, 1866
- La Révolte, 1870
- Le Nouveau Monde, 1880
- Axël, 1890, postumo
- L'Evasion, 1890, postumo
- Le Prétendant (versione definitiva di Morgane), 1965, postumo

### Poesia
- Deux essais de poésie, 1858
- Premières poésies, 1859